# تشيساتو فوكوشيما
تشيساتو فوكوشيما (باليابانية: 福島千里؛ بالكانا: ふくしま ちさと) هي منافسة ألعاب القوى يابانية، ولدت في 27 يونيو 1988 في ماكوبيتسو ‏ في اليابان.

## وصلات خارجية
- تشيساتو فوكوشيما على موقع الاتحاد الدولي لألعاب القوى (الإنجليزية)
- تشيساتو فوكوشيما على موقع الرابطة اليابانية لاتحادات ألعاب القوى (اليابانية)
- تشيساتو فوكوشيما على موقع اللجنة الأولمبية الدولية (الإنجليزية)
- تشيساتو فوكوشيما على موقع أوليمبيديا (الإنجليزية)